# 固阳设治局
固阳设治局，民初時設置於绥远特别区的設治局，以汉代稒阳县得名。位於今内蒙古自治区固阳县。

## 历史沿革
因垦务需要，民国九年（1920年）5月，析五原县、烏拉特東公旗部分地區和武川县、茂明安旗一部设置，局所置广义奎。民国十二年（1923年）3月改县，是为固阳县。